# 韋繩
韋繩（?—?），唐朝京兆万年人，出自京兆韦氏东眷南皮公房，韦景略的曾孙，韦瓒的孙子，韦叔謙的儿子，韋維的弟弟。
韦绳长于文辞。经常不分亲疏抚养宗族里的孤幼。举孝廉，因为母亲年老不肯出仕。经过了二十年，才出任长安县尉，威行京师。擢升为监察御史，历任泗州、泾州、鄜州三州刺史。天宝初年，入朝为秘书少监，唐玄宗尚文，把秘书少监看做尚书丞、郎。韦绳刊定图书，以称职受到赞扬。官至陈王（李珪）傅。